# Европейский тювик
Европейский тювик (лат. Tachyspiza brevipes) — вид хищных мигрирующих птиц из семейства ястребиных (Accipitridae).

## Распространение
Водится в лесах от Греции и Балкан на восток до Армении и юга России. Птица мигрирует; зиму проводит на территории от Египта и Судана до юго-востока Ирана. В отличие от других европейских ястребов этот вид мигрирует большими стаями.

## Описание
Птица средних размеров, в длину достигает 30—38 см; размах крыльев 64—74 см; самцы весят 140—275 г; самки немного тяжелее и весят от 183 до 290 г. Самец светло-сизый сверху, включая голову; горло белое с слабыми продольными штрихами по центру, зоб и брюхо покрыты тонкими светло-охристыми с белыми поперечными полосами; издали грудь выглядит однотонно рыжей. Самка буровато-сизая сверху, с отчётливой тёмной продольной полосой на беловатом горле, с ясными каштаново-рыжими поперечными полосами на зобу, шее и груди. Подхвостье у птиц обоих полов беловатое, без полос. Молодая особь буроватая, с тёмным рисунком и охристыми каёмками перьев сверху, с продольными рядами темных пестрин разной формы по светлому низу. На горле выделяется продольная полоса по центру, как у самок.

## Питание
Питается преимущественно ящерицами и лягушками, а также грызунами, мелкими птицами, крупными насекомыми.